# Scambus propinquus
Scambus propinquus là một loài tò vò trong họ Ichneumonidae.